# Loretta Swit
Loretta Swit   (Passaic, 4 de novembre de 1937 - Nova York, 30 de maig de 2025) va ser una actriu estatunidenca d'escena i televisió coneguda pel seu paper de la major Margaret Hot Lips Houlihan a M*A*S*H, per la qual va guanyar dos premis Emmy.

## Biografia
Nascuda a Passaic, d'ascendència polonesa, els pares de Swit eren Lester i Nellie Świt. Es va graduar a l'escola secundària Pope Pius XII de Passaic, el 1955. Es va graduar a l'escola Katharine Gibbs a Montclair el juny de 1957 i després va treballar com a taquígrafa a Bloomfield. Va estudiar drama amb Gene Frankel a Manhattan a la ciutat de Nova York i el va considerar el seu entrenador d'interpretació. Tornava regularment al seu estudi per parlar amb aspirants a actors al llarg de la seva carrera. Swit també és cantant, i es va formar a l'Acadèmia Americana d'Arts Dramàtiques .

## Teatre
El 1967, Swit va fer una gira amb la companyia nacional Any Wednesday, protagonitzant Gardner McKay. Va continuar com una de les germanes Pigeon, enfront de Don Rickles i Ernest Borgnine, a The Odd Couple, a Los Angeles.
El 1975, Swit va actuar a Same Time, Next Year a Broadway davant de Ted Bessell. També va actuar a Broadway a The Mystery of Edwin Drood. A partir d'aquí va interpretar Agnes Gooch a la versió de Las Vegas de Mame, protagonitzada per Susan Hayward i més tard, Celeste Holm. Més recentment, Swit ha fet gires amb The Vagina Monologues.
Des de la dècada de 1990 fins a la dècada de 2010 va interpretar Shirley Valentine, una obra de teatre exclusiva per a dones, que apareix en diversos locals i revivals.
A l'octubre-novembre del 2003, va actuar com a personatge principal en la producció de Mame a North Carolina Theatre de Raleigh, Carolina del Nord.
L'agost-setembre de 2010, Swit va protagonitzar l'estrena mundial de l'obra de Mark Miller, Amorous Crossings, a l'Alhambra Dinner Theatre de Jacksonville, Florida, dirigida per Todd Booth.
El 2017, Swit va aparèixer a Six Dance Lessons a Six Weeks a Buffalo, Nova York.

## Televisió
Quan Swit va arribar a Hollywood el 1969, va interpretar papers convidats en diverses sèries de televisió, incloent Hawaii Five-O (el seu primer crèdit televisiu), Gunsmoke, Mission: Impossible i Mannix .

### M*A*S*H

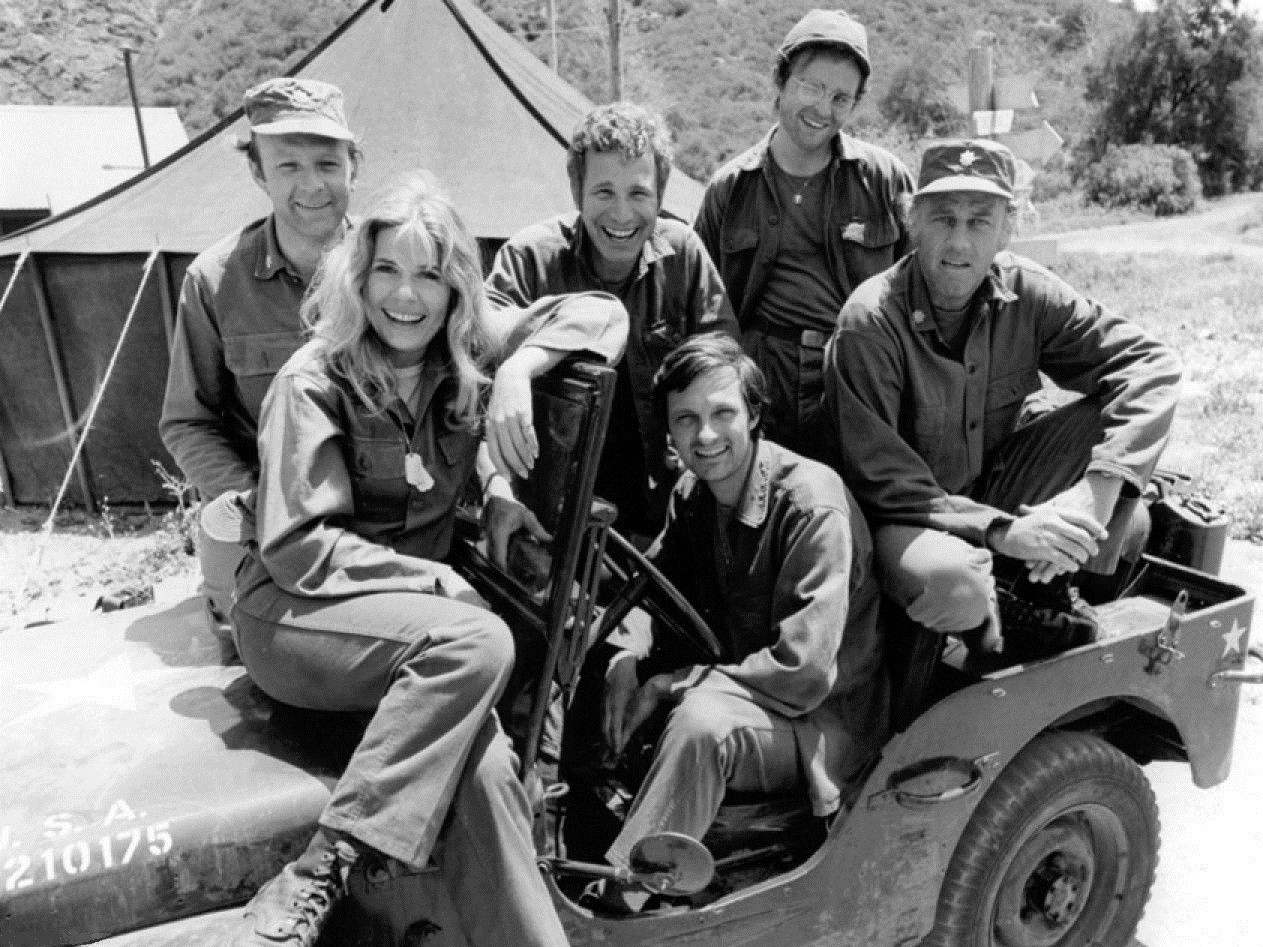
El repartiment de M*A*S*H (1974); a l'esquerra: Larry Linville, Loretta Swit, Wayne Rogers, Gary Burghoff, McLean Stevenson i Alan Alda.

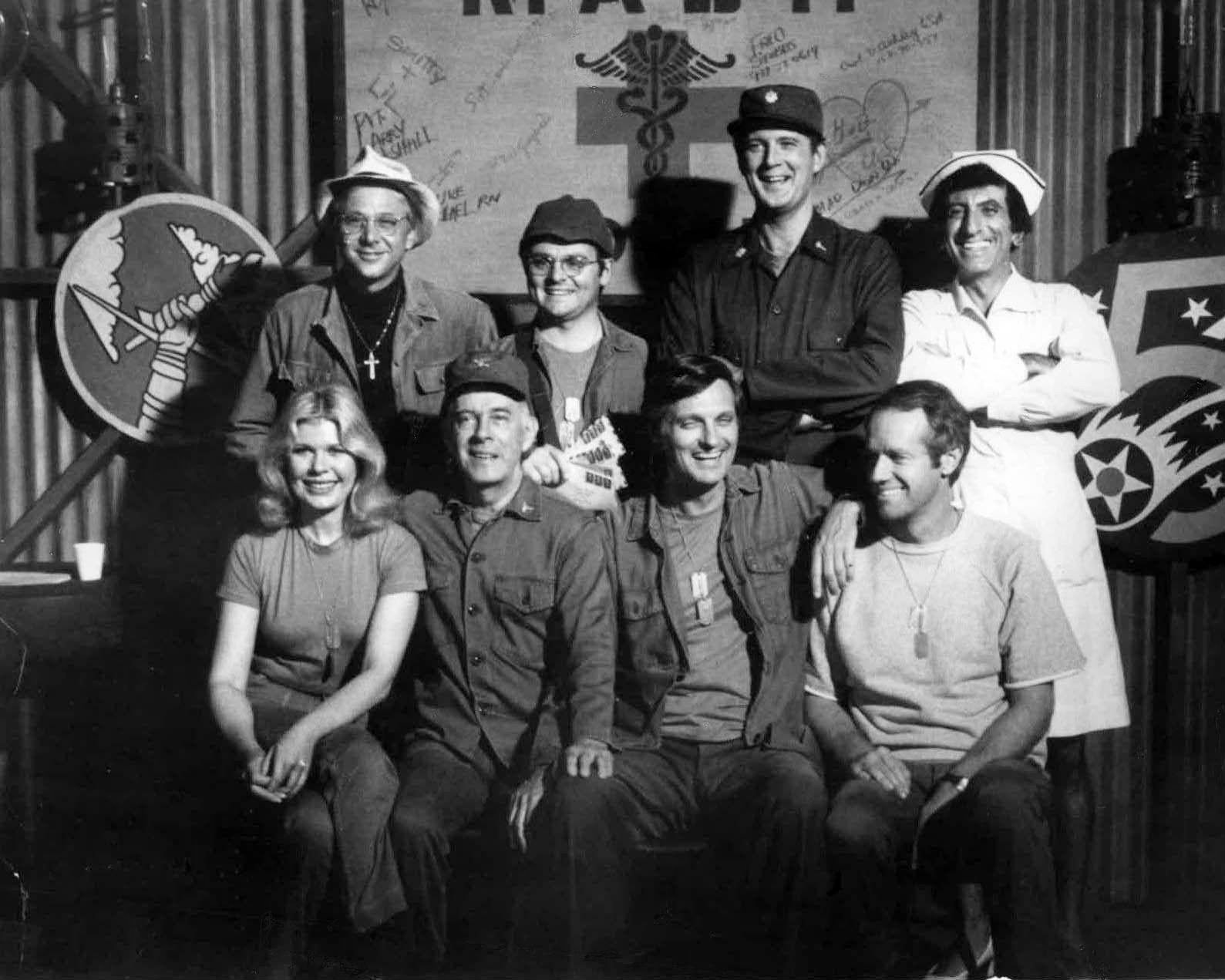
El repartiment de M*A*S*H (1977); fila de darrere, d'esquerra a dreta: William Christopher, Gary Burghoff, David Ogden Stiers i Jamie Farr Davant: Loretta Swit, Harry Morgan, Alan Alda, Mike Farrell.

A partir de 1972, Swit va interpretar a la extremadament capaç infermera cap, la major Margaret "Hot Lips" Houlihan a la sèrie de televisió M*A*S*H, una comèdia-drama ambientada a l'hospital de campanya mòbil de l'exèrcit dels Estats Units durant la guerra de Corea. Swit va heretar el paper d'estrella de l'actriu Sally Kellerman, que va interpretar a Houlihan al llargmetratge. En les primeres temporades, el seu personatge era solter i cegament patriota, i no tenia amics entre els cirurgians i les infermeres del camp, amb la notable excepció del seu amant casat, el major Frank Burns, interpretat per Larry Linville. Amb el pas del temps, el seu personatge es va suavitzar considerablement. Es va casar amb un tinent coronel però es va divorciar poc després. Es va fer bona amiga dels seus companys oficials i la seva actitud envers els coreans al camp i als voltants es va il·lustrar. El canvi reflectia el de la sèrie en general, des de l'humor fosc i absurd fins a la comèdia-drama madura. Swit va ser un dels quatre membres del repartiment que van romandre durant les 11 temporades del programa, del 1972 al 1983 (els altres són Alan Alda, Jamie Farr i William Christopher).
Swit i Alda van ser els únics actors que van participar tant en l'episodi pilot com en el final; va aparèixer en tots excepte 11 del total de 256 episodis. Swit va rebre dos premis Emmy pel seu treball a M*A*S*H.
Els seus episodis preferits són "Hot Lips &amp; Empty Arms", "Margaret's Engagement" i "The Nurses".
També va tenir una estreta relació amb Harry Morgan, que va interpretar al coronel Sherman T. Potter. Es van convertir en veïns després que la sèrie acabés, fins a la seva mort el 7 de desembre de 2011. Swit continua estant a prop d'Alda, juntament amb la seva dona, tres filles i set nets.

### Cagney & Lacey
El 1981, Swit va interpretar el paper de Christine Cagney a la pel·lícula pilot de la sèrie de televisió Cagney & Lacey, però per obligacions contractuals es va veure impedida de continuar el paper. L'actriu Meg Foster va interpretar a Cagney durant els primers sis episodis de la sèrie de televisió, i després Sharon Gless va assumir el paper.

### Altres treballs de televisió
Swit també va participar en programes com Bonanza, El vaixell de l'amor, Win, Lose or Draw, Gunsmoke, Match Game, Pyramid, The Muppet Show i Hollywood Squares. En un episodi de Match Game, Swit va escriure la salutació polonesa "Dzień dobry" (fins i tot amb el signe diacrític) a la seva targeta durant la introducció. També va participar en programes nadalencs com la versió televisiva de The Best Christmas Pageant Ever i l'especial PBS de 1987, A Christmas Calendar. El 1988 va presentar "Korean War-The Untold Story", un documental sobre els veritables esdeveniments de la guerra i es va dirigir a Corea del Sud per filmar-la, convertint-se en el primer membre del repartiment de M*A*S*H a visitar el país fora Jamie Farr i Alan Alda que van servir allà a mitjans dels anys cinquanta mentre eren membres de l'exèrcit nord-americà. El 1992 va organitzar la sèrie de 26 parts Those Incredible Animals al Discovery Channel. L'última aparició de Swit va ser a GSN Live el 10 d'octubre de 2008.
També va participar en la pel·lícula de televisió The Last Day, 1975, amb Richard Widmark i Robert Conrad.
Swit va protagonitzar Mike Connors a Mannix, l'episodi 78 de la temporada 4, "Figures in a Landscape", escrit per Paul Krasny i dirigit per Donn Mullally, que es va emetre originalment el 10 d'octubre de 1970.
Swit va protagonitzar el capítol Hawaii Five-O "Bait Once, Bait Twice", el 4 de gener de 1972. També va interpretar a Wanda Russell a l'episodi Hawaii Five-0 titulat Three Dead Cows at Makapuu, que es va emetre el 25 de febrer de 1970.

## Pel·lícules
| Curs | Títol                   | Paper                           | Notes           |
| ---- | ----------------------- | ------------------------------- | --------------- |
| 1972 | Stand Up and Be Counted | Hilary McBride                  |                 |
| 1973 | Deadhead Miles          | Dama amb ull de vidre           |                 |
| 1974 | Policewomen             | Secretària de policia           | Sense acreditar |
| 1974 | Freebie i Bean          | Mildred Meyers - la dona de Red |                 |
| 1975 | Race with the Devil     | Alicie                          |                 |
| 1981 | S.O.B.                  | Polly Reed                      |                 |
| 1985 | Berr                    | B. D. Tucker                    |                 |
| 1986 | Whoops Apocalypse       | Presidenta Barbara Adams        |                 |
| 1996 | El guerrer del bosc     | Shirley                         |                 |
| 1998 | Beach Movie             | Mrs. Jones                      |                 |
| 2019 | Play the Flute          | Mrs. Kincaid                    |                 |

## Televisió
| Any       | Títol                                    | Paper                                 | Notes |
| --------- | ---------------------------------------- | ------------------------------------- | --- |
| 1969–72   | Hawaii Five-O                            | Anna / Wanda Russell / Betty          | 4 episodis |
| 1970      | Mission: Impossible                      | Midge Larson                          | Episodi: "Homecoming" |
| 1970      | Mannix                                   | Dorothy Harker / Jill Packard         | Episodis: "Only One Death to a Customer" (Temporada 3-Episodi 20), "Figures in a Landscape" (Temporada 4-Episodi 04) |
| 1970      | Gunsmoke                                 | Belle Clark / Donna                   | Episodis: "The Pack Rat", "Snow Train" (Parts 1 & 2) |
| 1971      | Cade's County                            | Ginny Lomax                           | Episodi: "Homecoming" |
| 1971      | The Bold Ones: The New Doctors           | Rosalyn                               | Episodi: "The Convicts" |
| 1972      | Fireball Forward                         | Infermera (no acreditada)             | Telefilm |
| 1972      | Bonanza                                  | Ellen Sue Greely                      | Episodi: "A Visit to Upright" |
| 1972      | Young Dr. Kildare                        | Alice                                 | Episodi: "The Nature of the Beast" |
| 1972–83   | M*A*S*H                                  | Major Margaret "Hot Lips" Houlihan    | 251 episodis Primetime Emmy a la millor actriu secundària en sèrie còmica (1980, 1982) People's Choice Award per actriu femenina favorita TV (1983) Nominada–Primetime Emmy a la millor actriu secundària en sèrie còmica (1974–79, 1981, 1983) Nominada–Globus d'Or a la millor actriu en sèrie de televisió musical o còmica (1980, 1982) Nominada–Globus d'Or a la millor actriu secundària en sèrie, minisèrie o telefilm (1974, 1983) |
| 1972      | Love, American Style                     | Doris                                 | Segment "Love and the Pick-Up Fantasy" |
| 1973      | Ironside                                 | Sally Pearson                         | Episodi: "Ollinger's Last Case" |
| 1973      | Match Game                               | Ella mateixa                          | Participant / Estrella convidada |
| 1973      | Shirts/Skins                             | Linda Bush                            | Telefilm |
| 1973      | Love, American Style                     | Mary Beth Scoggins                    | Segment "Love and the Locksmith" |
| 1973-1979 | Pyramid                                  | Ella mateixa                          | 90 episodis |
| 1973-1979 | Match Game                               | Ella mateixa                          | 51 episodis |
| 1973-1979 | The Mike Douglas Show                    | Ella mateixa                          | 6 episodis |
| 1974      | Petrocelli                               | Ella Knox                             | Episodi: "By Reason of Madness" |
| 1974      | The Merv Griffin Show                    | Herself                               | 1 episodi |
| 1975      | The Last Day                             | Daisy                                 | Telefilm |
| 1975      | It's a Bird, It's a Plane, It's Superman | Sydney                                | Telefilm |
| 1975      | Rickles                                  | Major Hotlips Houlihan                | Especial de TV |
| 1975      | The Bobby Vinton Show                    | Ella mateixa                          | 1 episodi |
| 1975      | Celebrity Bowling                        | Ella mateixa                          | 2 episodis |
| 1976      | Good Heavens                             | Maxine                                | Episodi: "Good Neighbor Maxine" |
| 1977      | The Hostage Heart                        | Chris LeBlanc                         | Telefilm |
| 1977-1978 | The Love Boat                            | Terry Larsen / Anoushka Mishancov     | 2 episodis |
| 1979      | Supertrain                               | Alice Phillips                        | Episodi: "Hail to the Chief" |
| 1979      | Mirror, Mirror                           | Sandy McLaren                         | Telefilm |
| 1979      | Friendships, Secrets and Lies            | B.J.                                  | Telefilm |
| 1979      | Valentine                                | Emily                                 | Telefilm |
| 1979-1980 | Password Plus                            | Herself                               | Participant / estrella convidada (4 episodis) |
| 1980      | The Love Tapes                           | Samantha Young                        | Telefilm |
| 1981      | Cagney &amp; Lacey                       | Detective Christine Cagney            | Telefilm |
| 1982      | The Kid from Nowhere                     | Caroline Baker                        | Telefilm |
| 1982      | Games Mother Never Taught You            | Laura Bentells                        | Telefilm |
| 1983      | First Affair                             | Jane Simon                            | Telefilm |
| 1983      | The Best Christmas Pageant Ever          | Grace Bradley                         | Telefilm |
| 1984      | The Love Boat                            | Kathy Ross                            | Episodi: "My Mother, My Chaperone/The Present/The Death and Life of Sir Albert Demerest/Welcome Aboard" |
| 1985      | The Execution                            | Marysia Walenka                       | Telefilm |
| 1985      | Sam                                      | Samantha Flynn                        | Episodi pilot per TV |
| 1985      | Miracle at Moreaux                       | Sister Gabrielle                      | Telefilm |
| 1986      | Dreams of Gold: The Mel Fisher Story     | Deo Fisher                            | Telefilm |
| 1987      | A Christmas Calendar                     | Ella mateixa (amfitriona)             | Telefilm |
| 1988      | 14 Going on 30                           | Miss Louisa Horton                    | Telefilm |
| 1988      | Dolly                                    | LuWanda Novack                        | Episodi: "#1.19" |
| 1989      | ABC Afterschool Special                  | Wanda Karpinsky                       | Episodi: "My Dad Can't Be Crazy... Can He?" |
| 1990      | A Matter of Principle                    | Jane Short                            | Telefilm |
| 1991      | Hell Hath No Fury                        | Connie Stewart                        | Telefilm |
| 1991      | Memories of M*A*S*H                      | Herself / Major Hotlips Houlihan      | Especial de TV |
| 1992      | Batman: The Animated Series              | Marcia Cates (voice)                  | Episodi: "Mad as a Hatter" |
| 1992      | A Killer Among Friends                   | Detective Patricia Staley             | Telefilm |
| 1992      | The Big Battalions                       | Cora Lynne                            | Minisèrie de TV |
| 1994      | S'ha escrit un crim                      | Kim Mitchell                          | Episodi: "Portrait of Death" |
| 1995      | Burke's Law                              | Evelyn Turner                         | Episodi: "Who Killed the Sweet Smell of Success?" |
| 1997      | Cow and Chicken                          | Judge (voice)                         | Episodi: "Space Cow/The Legend of Sailcat" |
| 1998      | Diagnosis: Murder                        | Maggie Dennings                       | Episodi: "Drill for Death" |
| 1999–2004 | Hollywood Squares                        | Ella mateixa                          | 6 episodis |
| 2002      | M*A*S*H: 30th Anniversary Reunion        | Ella mateixa / Major Hotlips Houlihan | Especial de TV |

## Vida personal

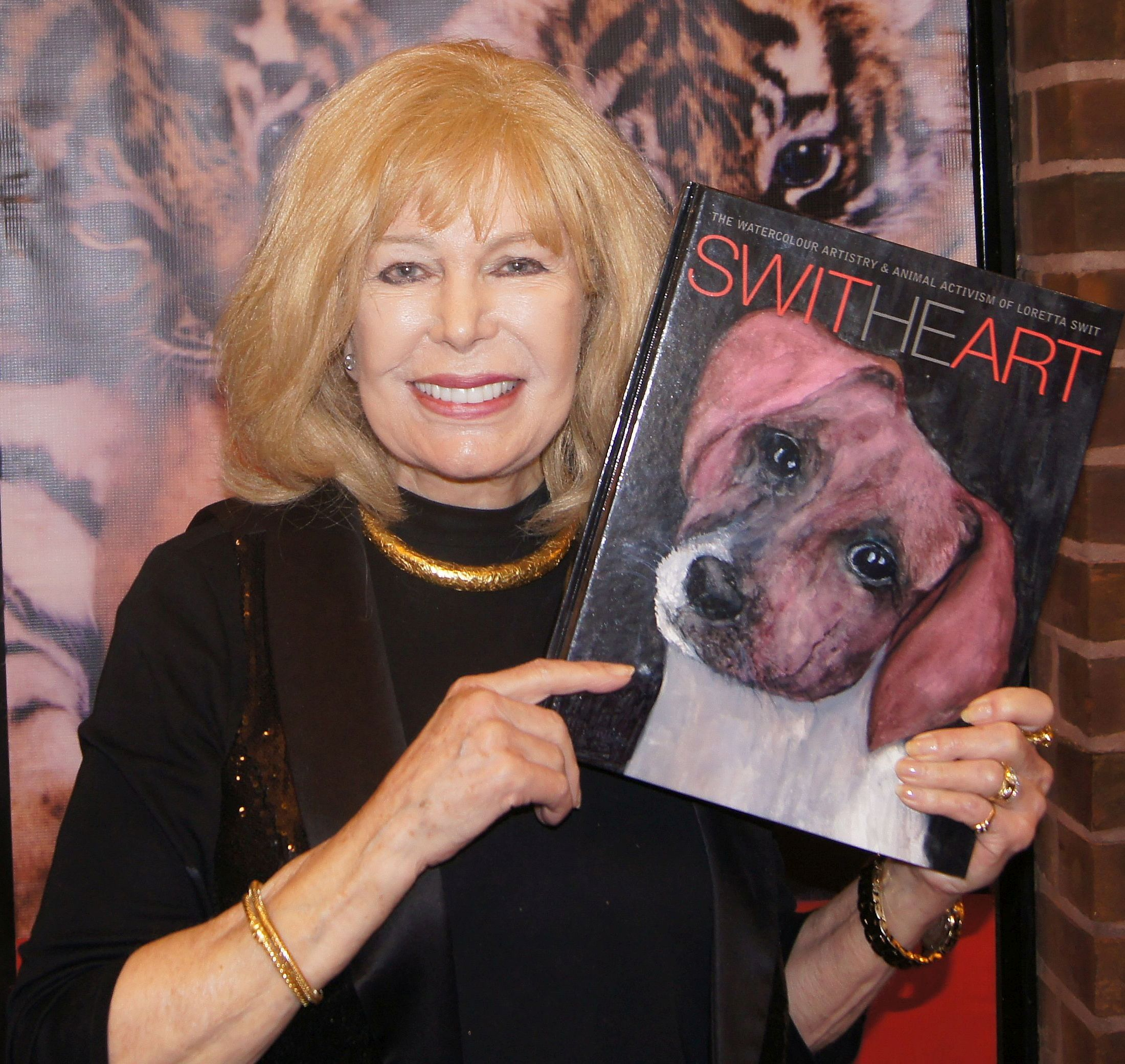
Swit amb el seu llibre, 2019.

Swit es va casar amb l'actor Dennis Holahan el 1983 i se'n va divorciar el 1995. Holahan va interpretar Per Johannsen, un diplomàtic suec que es va implicar breument amb el personatge de Swit en un episodi de M*A*S*H.
Swit va escriure un llibre sobre la punta d'agulla, titulat A Needlepoint Scrapbook.

## Premis i distincions
- El 1991 va guanyar el premi Sarah Siddons pel seu treball al teatre de Chicago.
- Swit va rebre una estrella al Passeig de la Fama de Hollywood el 1989.